# 中村悌次
中村 悌次（なかむら ていじ 、1919年（大正8年）9月24日 - 2010年（平成22年）7月23日）は、日本の海軍軍人、海上自衛官。海兵67期首席。第11代海上幕僚長。最終階級は、帝国海軍では海軍大尉、海自では海上幕僚長たる海将（海軍大将に相当）。京都府出身。

## 経歴
1980年代以降の海上自衛隊とアメリカ海軍の緊密な関係を作り上げた海上自衛隊中興の祖の一人。三重県立津中学校四年修了時に海軍兵学校を受験し合格した。海軍兵学校第67期を首席で卒業し、遠洋航海に出る。なお、67期が遠洋航海をした最後の期となる。重巡洋艦「高雄」乗組みを経て駆逐艦「夕立」に水雷長として乗組む。スラバヤ沖海戦では水雷長として魚雷発射の指揮をとり敵艦に向け魚雷を8本発射するが、発射した魚雷のうち半分が目の前で自爆し、敵艦には1発も当たらず悔しい思いをしている。その後の第三次ソロモン海戦では、敵艦に少なくとも2本の魚雷を命中させている。しかし、自身も艦橋に命中した敵弾の弾片を受け負傷し、「夕立」も沈没する。その後、戦艦「長門」分隊長、兵学校教官として勤務したのち、本土決戦に備えて結成された横須賀鎮守府第一特攻戦隊第十八突撃隊特攻長として千葉県で終戦を迎えた。
終戦後は復員局を経て旧海軍の払い下げ物資で事業する会社に就職するもなじめず、妻の縁故で経理の仕事をする。1952年（昭和27年）に海上警備隊が発足し、中学の先輩や兵学校の同期生から勧められ応募、母親に入隊を必死に反対されるがそれを押し切って入隊する。入隊後は海上勤務を希望していたが、総監部で予算要求の資料作成などに携わる。これでは話が違うと辞めることも考えたという。その後、第2船隊群幕僚となり待望の海に出るが、たった25日間で発足したばかりの統合幕僚会議事務局に異動を命ぜられる。兵学校首席を放っておくほど人材に余裕がある訳でもない時期であり、海上自衛隊での現実は厳しかった。
1956年（昭和31年）2月からは念願の護衛艦「さくら」艦長に就任したが、1年足らずの勤務ののち、幹部学校に入校、学校教官等を経て1960年（昭和35年）7月から1年間、米海軍大学校に留学した。
帰国後の勤務でも「カミソリ中村」と評されたその頭脳をフル回転させて、水上艦艇のコンピューター化や「プログラム業務隊（現・艦艇開発隊）」新編などの「ハイテク海上自衛隊」の基礎を築き、海上幕僚監部防衛部長、護衛艦隊司令官、呉地方総監等を務め、1974年（昭和49年）7月、自衛艦隊司令官に就任。在任中、「第十雄洋丸事件」が発生し事態対処の指揮を執った。
仕事熱心であり、論理的思考をする人物で思考の過程を重んじ、根拠のない考えを嫌った。毎年実施している訓練でも安易に計画を模倣して提出すると、その思考過程について詳細に説明を求めた。そのため、中村と対面し報告を行う部下は緊張したという。また、常に向学心にあふれ部下にも自分自身にも厳しかった。海上幕僚長在任中は時間の許す限り、日本各地にある平素、海幕長などめったに訪れない僻地にある海上自衛隊の基地を副官の冨田成昭（当時1佐）一人だけを連れて過密なスケジュールで行脚し、激励して回った。特に壱岐警備所訪問の際はヘリコプターが着陸できなかったためロープで地上に降り立ったエピソードもある。退官後は、後輩に迷惑をかけてはいけないと考え、防衛関連企業への天下りはしなかった。

## 年譜
- 1936年（昭和11年）
  - 3月：津中学校（現・三重県立津高等学校）四年修了[7]
  - 4月：海軍兵学校に入校[5]
- 1939年（昭和14年）7月25日：海軍兵学校を卒業（67期首席[2]）、命 海軍少尉候補生、「八雲」乗組[8]
- 1940年（昭和15年）5月1日：海軍少尉に任官[9]、重巡洋艦「高雄」乗組
- 1941年（昭和16年）
  - 8月15日：駆逐艦「夕立」乗組[10]
  - 10月15日：海軍中尉に進級[11]、「夕立」水雷長兼分隊長[12]
- 1942年（昭和17年）
  - 2月：スラバヤ沖海戦に参加
  - 11月：第三次ソロモン海戦に参加、水雷長として魚雷発射の指揮を執る。
- 1943年（昭和18年）
  - 1月16日：戦艦「長門」分隊長[13]
  - 6月1日：海軍大尉に進級[14]、海軍兵学校教官兼監事[15]
- 1945年（昭和20年）
  - 6月20日：横須賀鎮守府第一特攻戦隊第十八突撃隊特攻長[16]
  - 9月12日：大阪警備府附[17]
  - 9月30日：大阪警備府副官[18]
  - 11月29日：予備役に編入[19]
- 1946年（昭和21年）
  - 3月20日：充員召集[20]、呉地方復員局掃海部附兼呉掃海支部附[21]
  - 3月30日：呉地方復員局総務部附[22]
  - 11月5日：復員事務官を願いにより免官[23]
- 1947年（昭和22年）11月28日：公職追放仮指定[24]
- 1952年（昭和27年）6月：海上警備隊に入隊（3等海上警備正）、海上警備隊総監部警備部警備課勤務
- 1953年（昭和28年）
  - 4月：横須賀地方総監部警備部訓練課勤務
  - 10月：警備隊術科学校教育部学校教官兼研究部学校教官
- 1954年（昭和29年）
  - 6月：第2船隊群司令部幕僚
  - 7月：統合幕僚会議事務局派遣
- 1955年（昭和30年）2月16日：2等海佐昇任
- 1956年（昭和31年）2月：護衛艦「さくら」（PF10）艦長
- 1957年（昭和32年）
  - 1月：海上自衛隊幹部学校入校
  - 12月：海上自衛隊幹部学校教育部学校教官
- 1958年（昭和33年）2月：海上自衛隊幹部学校第1教官室
- 1960年（昭和35年）
  - 1月：海上自衛隊幹部学校研究部研究部員
  - 2月1日：1等海佐昇任
  - 7月：米海軍大学校に留学
- 1961年（昭和36年）8月1日：統合幕僚会議事務局第5幕僚室勤務
- 1963年（昭和38年）8月16日：自衛艦隊司令部作戦主任幕僚
- 1965年（昭和40年）2月1日：第32護衛隊司令
- 1966年（昭和41年）1月1日：海上幕僚監部防衛部教育第1課長
- 1968年（昭和43年）
  - 1月1日：海将補昇任
  - 4月1日：第1潜水隊群司令
  - 12月16日：海上幕僚監部防衛部副部長
- 1969年（昭和44年）7月16日：統合幕僚会議事務局第5幕僚室長
- 1971年（昭和46年）
  - 1月16日：海上幕僚監部防衛部長
  - 7月1日：海将昇任
- 1972年（昭和47年）3月16日：第10代 護衛艦隊司令官に就任
- 1973年（昭和48年）12月1日：第12代 呉地方総監に就任
- 1974年（昭和49年）7月1日：第17代 自衛艦隊司令官に就任
- 1976年（昭和51年）3月16日：第11代 海上幕僚長に就任
- 1977年（昭和52年）9月1日：退官。退官後は財団法人水交会第10代会長を務める。
- 1989年（平成元年）11月3日：勲二等瑞宝章受章[25][26]
- 2010年（平成22年）7月23日：心不全のため死去（享年90）。正七位から正四位に昇叙せられる[27]。

## 栄典・授章・授賞
- 勲二等瑞宝章 - 1989年（平成元年）11月3日